# Заблендза
Заблендза (пол. Zabłędza) — село в Польщі, у гміні Тухув Тарновського повіту Малопольського воєводства.
Населення — 825 осіб (2011).
У 1975-1998 роках село належало до Тарновського воєводства.

## Демографія
Демографічна структура станом на 31 березня 2011 року:
|          | Загалом | Допрацездатний вік | Працездатний вік | Постпрацездатний вік |
| -------- | ------- | ------------------ | ---------------- | -------------------- |
| Чоловіки | 416     | 103                | 279              | 34                   |
| Жінки    | 409     | 82                 | 241              | 86                   |
| Разом    | 825     | 185                | 520              | 120                  |